# Dimos Agrinio
Dimos Agrinio (Agrinio) är en kommun i Grekland. Den ligger i prefekturen Nomós Aitolías kai Akarnanías och regionen Västra Grekland, i den centrala delen av landet, 210 km väster om huvudstaden Aten. Antalet invånare är 96 889.